# De Pape (kunstenaars in Brugge)
De Pape was een familie die in Brugge gedurende vier generaties beeldende kunstenaars, hoofdzakelijk miniatuurschilders, voortbracht.

## Afstamming
- Martin De Pape (Brugge, 1720-1812), getrouwd met Jeanne Vermeeren, was goud- en zilversmid. Hij was in Parijs in de leer geweest bij de juwelier Thomas Germain.
  - Charles De Pape (Brugge, 1763 - 16 november 1840), getrouwd met Marie-Anne Van Dierendonck, werd eveneens goudsmid maar volgde ook tekenlessen aan de Stedelijke Academie en vertrouwde zich met miniatuurschilderkunst.
    - Ferdinand De Pape (Brugge, 24 april 1810 - 29 november 1885), getrouwd met Sophie De Vlamynck, werd miniatuurschilder. Hij vergezelde zijn vader in 1822 naar Parijs en volgde er schilder- en tekenlessen. In 1827 was hij weer in Brugge en werd vrijwilliger in het Nederlands leger, in een regiment gekazerneerd in Den Haag. In 1830 kwam hij in dienst bij het Belgische Derde regiment Jagers en werd er onderluitenant. In 1833 verliet hij het leger en werd notarisklerk in Brugge. Hij ging zich toen toeleggen op de miniatuurkunst. Van hem zijn een veertigtal miniaturen bekend. Hij kopieerde vaak volledige middeleeuwse gebedenboeken, alsook schilderijen van Vlaamse Primitieven, zoals Het Lam Gods van Van Eyck. Hij schilderde ook nieuwe triptieken, in de stijl van de Primitieven. Zijn tijdgenoten vonden dat zijn kopieën de originelen evenaarden.[1]
      - Karel De Pape (Brugge, 31 mei 1839), getrouwd met Marie-Louise De Bouck, was miniatuurschilder. Hij woonde op het Simon Stevinplein en bracht vanaf 1902 zijn oude dag door op de Zeedijk in Oostende.
      - Edmond De Pape (Brugge, 14 november 1846), getrouwd met Marie-Louise Vermander, werd boekhandelaar, eerst in de Zuidzandstraat, nadien in de Breidelstraat.

    - Frans-Lodewijk De Pape (Brugge, 7 mei 1814 - 12 juli 1863), getrouwd met Julienne Masyn, was kunstschilder, gespecialiseerd in miniaturen. Van 1840 tot 1860 werkte hij samen met zijn broer Ferdinand. Hij zorgde voor de teksten in kalligrafisch schrift, voor randversieringen en voor heraldische toevoegingen.[2]
      - Leo-Karel De Pape (Brugge, 28 januari 1856 - 25 maart 1918), trouwde met Mathilde De Bloom (1864-1946) en ze kregen negen kinderen. Hij volgde de lessen aan de Brugse Kunstacademie, onder meer bij Eduard Wallays. Hij vervolgde in 1874-1876 met studies aan de Kunstacademie in Antwerpen waar hij uitstekende resultaten behaalde. Hij dong mee naar de Prix de Rome, maar zonder succes. Hij werd leraar aan de Brugse Kunstacademie, aan de Nijverheidsschool, aan het Atheneum en aan de Rijksmiddelbare school. Hij maakte portretten van leden van de Brugse burgerij (onder meer in 1892 van Alexander de Croeser). Uit zijn vroege jaren zijn portretten gekend zoals de negerjongen (1874), de fluitspeler (1878) en de jonge herder met schapen (1878). Toen hij begraven  werd hield zijn collega en vriend Julius Pée een grafrede.

    - Edouard De Pape (Brugge, 1817), getrouwd met Joséphine La Force, was decoratieschilder.
      - Léon-Charles De Pape (Brugge, 28 juli 1852 - Schaarbeek, 1890), getrouwd met Henriette Brun, werd kunstschilder, na studies aan de Kunstacademie in Antwerpen. Hij werd leraar aan de Kunstacademie in Mechelen.[3]

Er zijn ook nog andere schilders De Pape, waarvan de verwantschap met de Brugse familie De Pape echter niet duidelijk is.